# Thelma Aldana
Thelma Esperanza Aldana Hernández (Gualán, 27 de septiembre de 1959) es una abogada, notaria y política guatemalteca, que se desempeñó como fiscal general y jefa del Ministerio Público de 2014 a 2018, anteriormente fue presidenta del Organismo Judicial y de la Corte Suprema de Justicia de 2011 a 2012 y magistrada de la Corte Suprema de Justicia de 2009 a 2014. Fue precandidata a la presidencia de Guatemala por el partido político Movimiento Semilla pero su candidatura no fue aceptada.
Es egresada de la Universidad de San Carlos de Guatemala y tiene una maestría en Derecho Procesal Penal. Fue magistrada de la Corte Suprema de Justicia de Guatemala desde el 13 de octubre de 2009 hasta el 12 de mayo de 2014. Fue elegida presidenta de la Corte Suprema de Justicia para el período comprendido del 13 de octubre de 2011 hasta el 13 de octubre de 2012. Fue nominada por las comisiones de postulación y nombrada por el presidente Otto Pérez Molina para dirigir el Ministerio Público en mayo de 2014 finalizando su mandato en mayo de 2018.
Durante su gestión como fiscal general y jefa del Ministerio Público junto al comisionado de la Comisión Internacional Contra la Impunidad en Guatemala Iván Velásquez Gómez lideraron varias investigaciones de alto nivel entre ellas se encuentra el Caso de La Línea que acabó con la renuncia y arresto del presidente Otto Pérez Molina y vicepresidenta Roxana Baldetti, también otros casos que involucraron a exministros y exfuncionarios de gobierno.
La revista Time la nombró en 2017 como una de las personas más influyentes del mundo. Aldana es una de las personas con el mayor índice de popularidad en Guatemala. Durante su gestión mantuvo una alta aceptación en Guatemala.
Posterior a su mandato como fiscal general, Aldana anunció su candidatura presidencial para las elecciones generales de 2019 nominada por Movimiento Semilla. El 10 de marzo de 2019 fue proclamada candidata presidencial por ese partido junto a Jonathan Menkos como su compañero de fórmula. Sin embargo, antes de su inscripción como candidata presidencial, el Ministerio Público solicitó una orden de captura en su contra, pero en ese momento, Aldana se encontraba en El Salvador, posteriormente se trasladó hacia Estados Unidos. En 2020, se le otorgó asilo político.

## Primeros años
Aldana se graduó como abogada y notaria en el Centro Universitario de Occidente de la Universidad de San Carlos de Guatemala en 1982.
Posee un magíster en Derecho Civil y Procesal Civil, graduada en el año 2007 de la Escuela de Postgrado de la Facultad de Ciencias Jurídicas y Sociales de la Universidad de San Carlos de Guatemala. También tiene pensum cerrado en Maestría en Derechos de las Mujeres, Género y Acceso a la Justicia en la Universidad de San Carlos. Dentro de su educación también cuenta con cursos de especialización en Migraciones Laborales en Argentina al haber obtenido una beca otorgada por la Organización de Estados Americanos, la Comisión Interamericana de Mujeres y el gobierno de Argentina.
También estudió Derecho Mercantil en la Escuela de Estudios Judiciales de Barcelona con una beca otorgada por el Poder Judicial de España. También posee un diplomado en investigación en género del Instituto Universitario de la Mujer de la Universidad de San Carlos.

## Trabajos
Aldana trabajó en el Organismo Judicial en 1981 como Conserje, oficial y notificadora del Juzgado de Familia de Quetzaltenango. En 1983 fue ascendida a Secretaria de la Sala de lo Contencioso Administrativo desempeñado también el cargo de Secretaria de la Sala de Familia y Secretaria de la Sala Cuarta del Ramo Penal.
En 1999 fue elegida Magistrada Titular de la Corte de Apelaciones, habiendo ejercido como Presidenta del Tribunal de Conflictos de Jurisdicción. Fue ascendida a Vocal I de la Primera Junta de Disciplina Judicial, Vocal I de la Sala Decimotercera de la Corte de Apelaciones del Ramo Civil, Vocal I de la Sala Primera del Tribunal de lo Contencioso Administrativo y Magistrada de apoyo de la Sala Primera de Trabajo y Previsión Social. Más tarde fue elegida Magistrada titular de la Corte de Apelaciones designada como Presidenta de la Sala Segunda Civil y Mercantil. También laboró en el Organismo Ejecutivo en 1989 como asesora Jurídica, Presidenta del Consejo Técnico y Viceministro de Trabajo y Previsión Social en el Ministerio de Trabajo y Previsión Social. Fue asesora Jurídica de la Oficina Nacional de Servicio Civil, Jefa del Departamento de Recursos Humanos del Instituto Guatemalteco de Turismo y Jefe de la Asesoría Jurídica de la Empresa de Transporte y Control de Energía Eléctrica del INDE. También ejerce la abogacía desde 1983 y fue docente de la Universidad Mariano Gálvez.
En mayo de 2014, fue elegida por el presidente Otto Pérez Molina para dirigir el Ministerio Público.

## Fiscal general de la República

### Gobierno de Otto Pérez Molina

#### Caso de la Línea

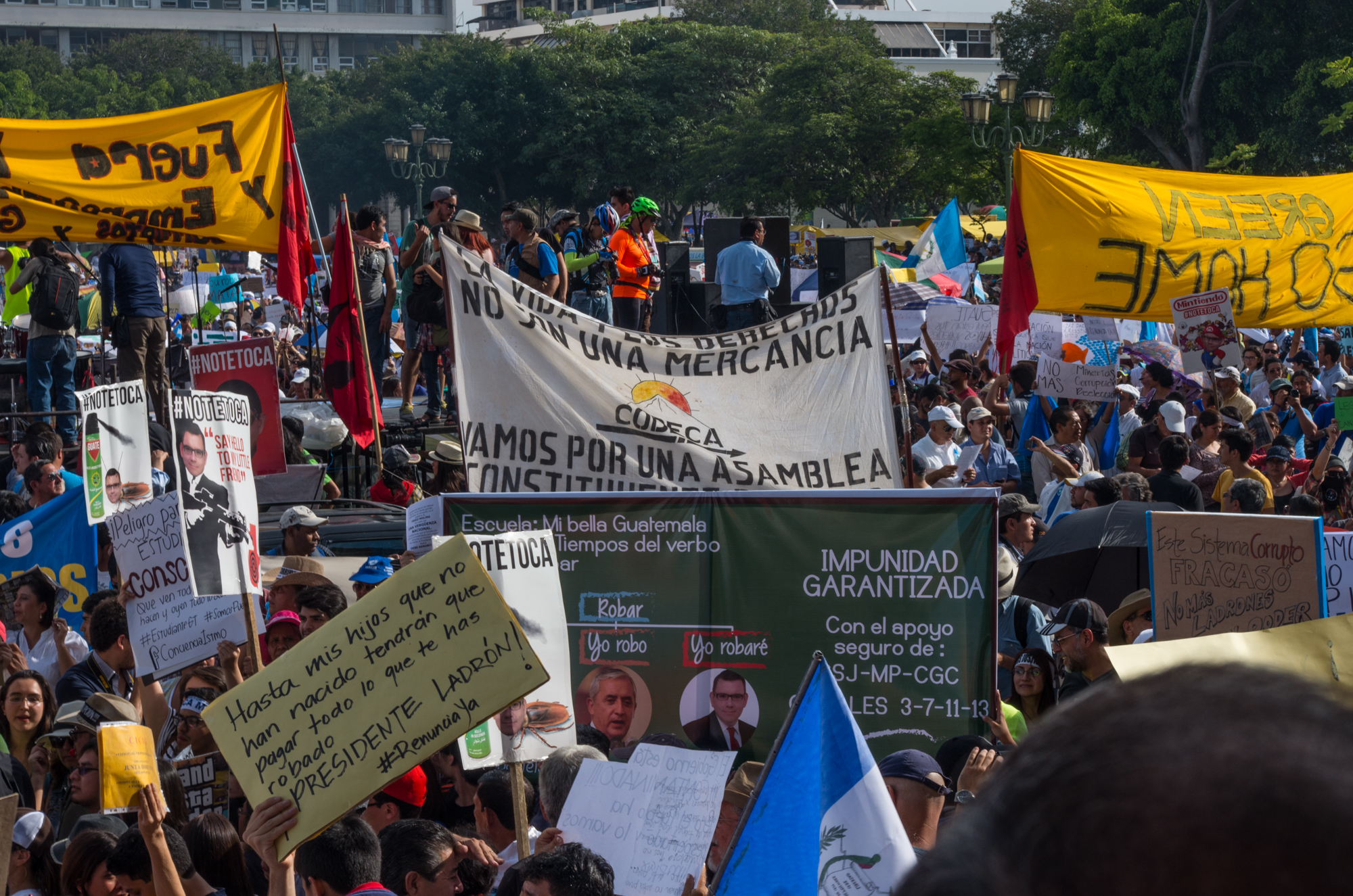
Manifestación del 30 de mayo de 2015

El Caso de «La Línea» es un caso de corrupción en las aduanas de Guatemala que está siendo investigado por la Comisión Internacional contra la Impunidad en Guatemala (CICIG) en 2015. La investigación de la CICIG, en conjunto con el Ministerio Público fue hecha pública por medio de una conferencia presidida por el comisionado de CICIG, Iván Velásquez y la fiscal general Aldana, el 16 de abril de 2015 e involucró a varios altos funcionarios del gobierno del general retirado Pérez Molina, incluyendo el secretario privado de la vicepresidencia, el capitán retirado Juan Carlos Monzón y directores de la Superintendencia de Administración Tributaria de Guatemala (SAT). Monzón se encontraba en Seúl, Corea del Sur, acompañando a la vicepresidenta Roxana Baldetti -a quien le fue conferido un doctorado honoris causa en esa ciudad por su trabajo social- cuando se enteró de los cargos contra él y emprendió la fuga, en un viaje a España, Colombia y, finalmente, Honduras; otros involucrados fueron capturados en Guatemala y algunos de ellos obtuvieron su libertad al cabo de unos pocos días gracias a una medida sustitutiva que les otorgó la jueza guatemalteca Marta Sierra de Stalling, aunque el Ministerio Público accionó inmediatamente para impugnar dicha medida.
Tras pasar una semana de que se hicieron los anuncios, la atención se centró en las figuras del presidente Pérez Molina y de la vicepresidenta Roxana Baldetti, al punto que se organizó una manifestación de protesta para exigir la renuncia al derecho de antejuicio del presidente y la renuncia al cargo a la vicepresidenta el 25 de abril de 2015 en la Plaza de la Constitución y se corrieron rumores de una posible paralización de la Ciudad de Guatemala el 27 de abril. Ahora bien, incluso cuando el presidente solicitó al Secretario General de las Naciones Unidas la extensión del mandato de la CICIG hasta septiembre de 2017, ni el Ministerio Público ni la CICIG han reportado nombres de ninguna de las empresas que habrían utilizado los servicios de «La Línea» para defraudar al fisco guatemalteco.
El 21 de agosto, fue llevada a prisión al cuartel de Matamoros la exvicepresidenta Roxana Baldetti, mientras que el MP y la CICIG solicitaron antejuicio contra el presidente Pérez Molina, quien en conferencia de prensa del domingo 23 de agosto por la noche se negó a renunciar. El lunes 24 de agosto, durante la presentación de los cargos a Baldetti, el MP presentó una escucha telefónica de una conversación en el director de la SAT, Carlos Enrique Muñoz Roldán y el presidente Otto Pérez Molina:
El 2 de septiembre, el presidente Otto Pérez Molina presentó su renuncia y fue sustituido en el cargo por el vicepresidente Alejandro Maldonado Aguirre, quien se convirtió en el primer ciudadano guatemalteco que sirve como vicepresidente y presidente de la República en el mismo período sin haber optado a elección popular. Asimismo, Maldonado Aguirre pasó de juez de la Corte de Constitucionalidad a Presidente de Guatemala en tan sólo ciento doce días. Ese mismo día la exvicepresidente Baldetti fue trasladada al Centro de Detención Preventiva para Mujeres Santa Teresa en la zona 18 de la Ciudad de Guatemala. El 3 de septiembre se inició la audiciencia para determinar si Pérez Molina es ligado a proceso por su posible involucramiento en La Línea; tras dos sesiones maratónicas que concluyeron el 4 de septiembre, el juez a cargo del caso indicó que hará saber si liga o no a proceso a Pérez Molina el martes 8 de septiembre. Durante esa audiencia, lo más relevante fue que se escuchó la grabación de una conversación telefónica entre la exvicepresidente Roxana Baldetti y uno de los dirigentes operativos de la red, Estuardo González —«Eco»-, y le indicó que quería que ella y el presidente se desligaran poco a poco.
El 8 de septiembre el juez Gálvez ligó a proceso a Pérez Molina y lo envió a prisión preventiva al cuartel de Matamoros. Por su parte, Maldonado Aguirre presentó una terna de candidatos a vicepresidente de la que el Congreso de la República seleccionó al doctor Alfonso Fuentes Soria —quien había sido rector de la Universidad de San Carlos de Guatemala de 1990 a 1994 y presidente de la Comisión Guatemalteca de Derechos Humanos— el 16 de septiembre de 2015.
El 17 de septiembre se inició la audiencia contra la ex intendente de aduanas Claudia Méndez Asencio en la que el Ministerio Público indicó que ella habría formado parte activa de las estructuras superiores de La Línea; específicamente, a Méndez Asencio se le sindica de haber aprobado la liberación de un poco más de mil quinientos contenedores con mercadería variada en las aduanas mediante el pago de sobornos por parte de importadores, y que del total recibido ella habría recibido un 5 %. La fiscal general Thelma Aldana afirmó que existen escuchas telefónicas que implican a la ahora exfuncionaria aduanal en dicha red del crimen organizado, no solo al consentir que operara dentro del sistema sino que también por su probable activa participación. Por su parte, Méndez Asencio se defendió señalando que en su gestión se limitó a ejecutar las acciones que la ley le permitían.

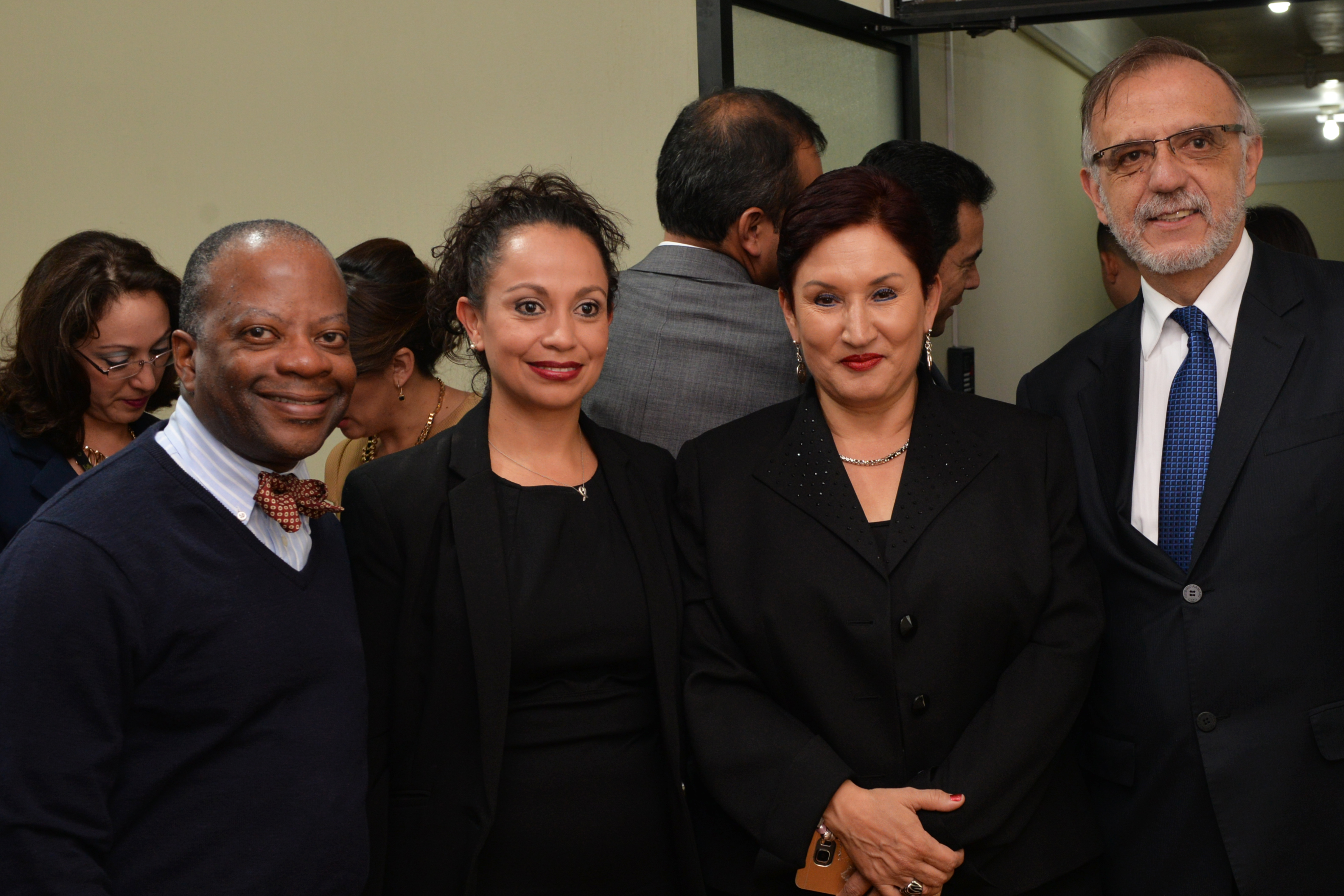
Thelma Aldana, el embajador de Estados Unidos Todd Robinson y el comisionado Velásquez.

Luego de que la fiscal general, Thelma Aldana, informara que los importadores que defraudaron al fisco podrían ascender a mil quinientos, el juzgado B de alto impacto giró las órdenes para arraigar a cincuenta importadores. El 27 de octubre la jueza Marta Sierra de Stalling fue beneficiada con una medida sustitutiva de doscientos mil quetzales con lo que qued~ en libertad condicional y fue liberada de la prisión de Matamoros; la decisión fue tomada luego de que el juez undécimo penal José Eduardo Cojulún Sánchez atendiera la orden de la Sala Primera de Apelaciones para que fundamentara las causas por las que la exjueza fue enviada a prisión el 23 de septiembre. Ese mismo día fueron allanadas numerosas propiedades del empresario Gustavo Alejos Cámbara por una caso de ventas irregulares de medicamentos al Instituto Guatemalteco de Seguridad Social y durante la conferencia de prensa sobre ese tema, la fiscal general Thelma Aldana indicó que tanto el MP como la CICIG están analizando cómo apelar la decisión de dejar libre a la exjueza. El 27 de octubre por la tarde asumió como diputada del Partido Patriota la ex asistente personal de Roxana Baldetti, Daniela Beltranena, quien junto a Juan Carlos Monzón fue de los colaboradores más cercanos de la exvicepresidente; incluso, acompañó a Baldetti en el viaje a Corea del Sur en abril cuando la CICIG y el MP hicieron público el caso de La Línea. Beltranera asumió el puesto tras la renuncia del diputado Pedro Muadi, a quien la Corte Suprema de Justicia le retiró la inmunidad por su implicación en un caso de enriquecimiento ilícito por medio de plazas fantasma en el Congreso de Guatemala.
El 28 de octubre, se creó el Juzgado de Primera Instancia Penal, narcoactividad y delitos contra el ambiente y tribnal de sentencia de Mayor Riesgo C, para que conozca casos de gran repercusión social, iniciados con el Caso de «La Línea»; este juzgado estará integrado por tres jueces y a cargo de Pablo Xitumul. Este juzgado se tuvo que abrir porque los juzgados de mayor riesgo A y B ya tiene más de noventa casos pendientes con más de setecientos acusados, cada uno.

#### Caso Redes
Es un caso de corrupción descubierto por el Ministerio Público y la Comisión Internacional contra la Impunidad en Guatemala el 9 de julio de 2015 y que involucró a las empresas energéticas Jaguar Energy y Zeta Gas y a exfuncionarios del gobierno del general retirado Otto Pérez Molina. Entre estos últimos están Gustavo Martínez -exsecretario de la presidencia y yerno de Pérez Molina- y Edwin Rodas, -ex viceministro de Energía y Minas-.

#### Limpieza del lago de Amatitlán en 2015
A inicios de 2015, AMSA adjudicó en dos eventos por excepción un contrato con la empresa de origen israelí M. Tarcic Engineering Ltd. por 137.8 millones de quetzales, para la compra de noventa y tres mil litros de un supuesto descontaminante aplicable al Lago de Amatitlán. Sin embargo, luego de críticas y acciones legales de parte de científicos, académicos, políticos y ambientalistas que cuestionaron la contratación de la empresa israelí, la vicepresidenta Baldetti dio marcha atrás al proyecto el 30 de marzo y suspendió el pago a M. Tarcic Engineering Ltd. y la aplicación del descontamienante sobre el sistema acuático.
Baldetti ordenó al Secretario del Agua de la Vicepresidencia, Pablo González y a la ministra de Ambiente, Michelle Martínez, integrar inmediatamente después de la Semana Santa, una comisión con expertos y organizaciones para escuchar propuestas y determinar la forma en que se puede sanear el lago de Amatitlán sin afectar el entorno socio-ambiental en ese lugar. No obstante, Baldetti aclaró en conferencia de prensa que el proyecto de descontaminación del Lago de Amatitlán no está cancelado, sino que únicamente suspendido hasta que la comisión científica que se creará emita dictámenes y logre acuerdos en ese sentido. Según una fuente oficial, el comité multidisciplinario de expertos nacionales y extranjeros en el tema, podría estar conformado por investigadores de centros universitarios e independientes, científicos y técnicos de la Autoridad para el Manejo Sustentable de la Cuenca del Lago de Amatitlán (AMSA), los ministerios de Ambiente y Salud, así como representantes de la Secretaría Nacional de Ciencia y Tecnología, que cuenta con un Registro Nacional de Investigadores Ambientales.

### Gobierno de Jimmy Morales

#### Caso de corrupción en la SAT
Es un caso descubierto por el Ministerio Público (Guatemala) (MP) y la Comisión Internacional Contra la Impunidad en Guatemala (CICIG) el 12 de febrero de 2016 y en el cual se capturaron a varios altos funcionarios y auditores de la Superintendencia de Administración Tributaria de Guatemala acusados de favorecer a la empresa Aceros de Guatemala, de la que fueron capturados también algunos representantes legales.
Inicialmente confundido con el Caso de La Línea —el cual terminó con el gobierno del expresidente Otto Pérez Molina y de Roxana Baldetti Elías en 2015—, pero la CICIG aclaró que aunque las escuchas telefónicas del Caso de la Línea fueron utilizadas en esta investigación, se trata de otra red de corrupción.

#### Caso de contenedores en Puerto Quetzal

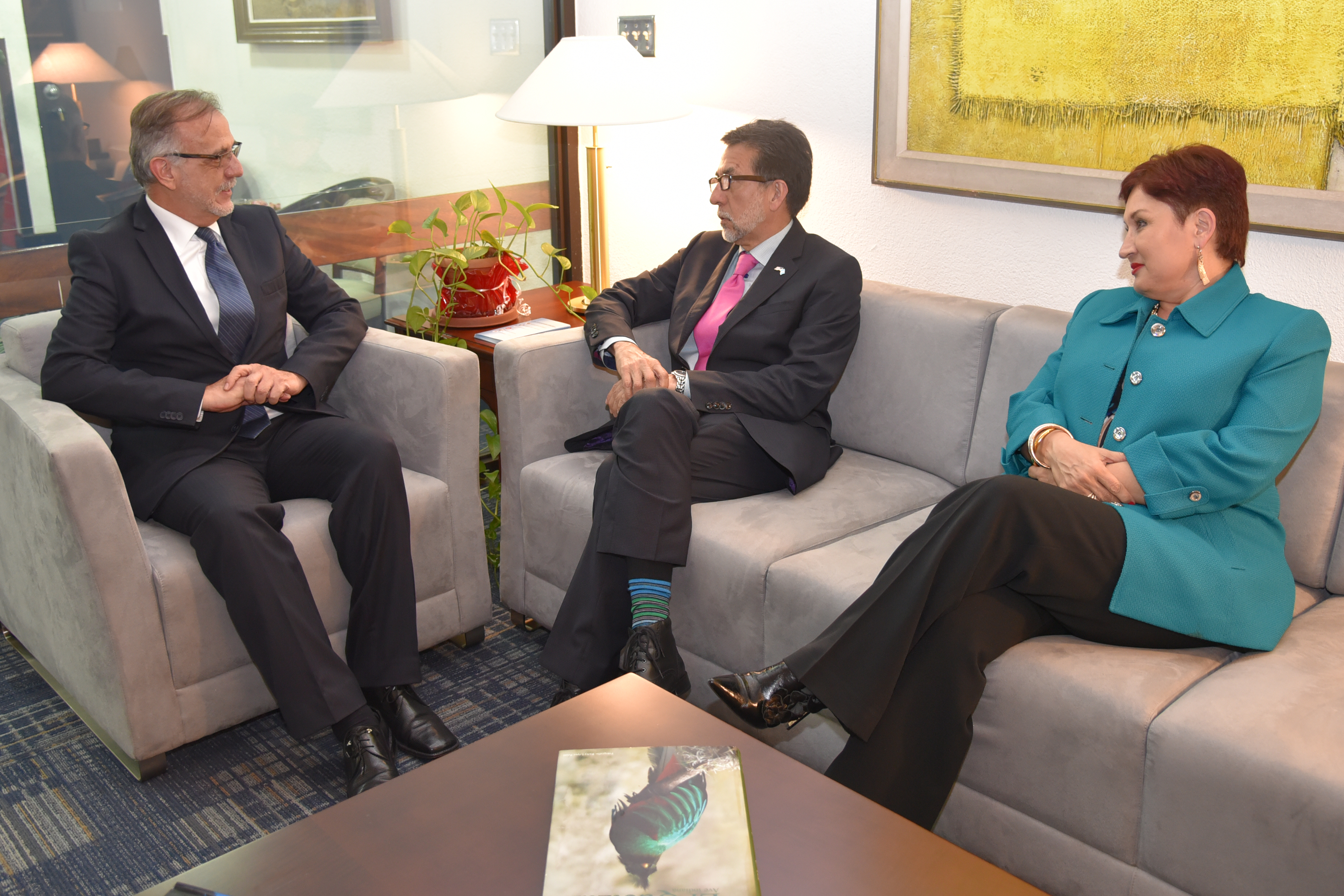
Thelma Aldana con el comisionado Iván Velásquez Gómez y el embajador de Estados Unidos Luis Arreaga.

El 15 de abril de 2016, a casi un año de descubrir el Caso de La Línea —y un día después de que Juan Carlos Monzón fuera aceptado como colaborador eficaz en el caso— el Ministerio Público y la CICIG desbarataron otra estructura de corrupción que involucra a los exmandatarios Otto Pérez Molina y Roxana Baldetti: capturaron a más de diez personas por su supuesta implicación en el proceso anómalo de usufructo en la Empresa Portuaria Quetzal para favorecer a la empresa de capital español Transportes de Contenedores Quetzal (TCQ).
El expresdiente Pérez Molina había entregado en usufructo por 25 años un área de 348 mil 171 metros cuadrados del Puerto Quetzal a la firma TCQ, que a su vez es –subsidiaria de la empresa española «Transporte de Contenedores» de Barcelona el día Miércoles Santo del 2013, un día en el que prácticamente nadie trabaja en el país.
De acuerdo a lo reportado por los entes investigadores, la exvicepresidenta Baldetti, el expresidente Pérez Molina y el exsecretario general de la Presidencia, Gustavo Martínez, y el exsecretario privado de la vicepresidencia, Juan Carlos Monzón, participaron activamente en que se otorgara este contrato desde el momento en que se inició el gobierno del Partido Patriota el 14 de enero de 2012; de hecho, el 24 de enero de 2012 el operador Guillermo Lozano recomendó a Pérez Molina nombrar a Allan Marroquín como interventor de la Empresa Portuaria Quetzal, y posteriormente, por recomendación de Baldetti se nombró a Julio Sandoval como subinterventor de la entidad, todo en preparación para llevar a cabo la negociación con TCQ, específicamente con su representante en Guatemala, el ciudadano español Juan José Suárez.
De acuerdo a lo reportado por el MP y la CICIG, habría habido una comisión para los gestores nacionales de treinta millones de quetzales, y que entre los beneficiados por habría estado el expresidente y la exvicepresidenta; de hecho, cuando se vio que Lozano no avanzaba con la negociación nombraron a Juan Carlos Monzón para que la agilizara, cosa que logró. Monzón se habría reunido con los representantes de TCQ por desacuerdos en el pago de la comisión, que Pérez Molina habría solicitado que fuera en efectivo y consiguió que se realizara en un plan de pagos hasta 2016. También se informó que de la comisión se descontó el pago de soborno a sindicalistas y personas de la Procuraduría General de la Nación y de la Contraloría General de Cuentas.
La fiscal general Thelma Aldana también anunció la interposición de un antejuicio en contra del magistrado de la Corte Suprema de Justicia, Douglas Charchal Ramos, quien presuntamente ayudó a Monzón a evitar un obstáculo jurídico de la empresa TCQ para obtener una licencia de construcción; a cambio, Charchal se habría reunido con Monzón para acordar su elección como magistrado de la Corte Suprema de Justicia. La fiscal general también anunció la interposición de un antejuicio en contra del magistrado de la Corte Suprema de Justicia, Douglas Charchal Ramos, quien presuntamente ayudó a Monzón a evitar un obstáculo jurídico de la empresa TCQ para obtener una licencia de construcción.
Una vez establecida la concesión, Pérez Molina y Baldetti se habrían repartido US$8 millones cuatrocientos mil garantizados por la firma Group Maritim TCB.
 Terminal de Contenedores Quetzal (TCQ) habría trasladado US$12 millones iniciales por medio de empresas del guatemalteco Jonathan Cheves, moviendo fondos en varios países; de la inversión total de US$225 millones, la compañía habría abonado dos abonos de comisiones, pero un tercero de US$12 millones ya no se habría abonado porque estaba programado para después del 16 de abril de 2015, fecha en que se descubrió el Caso de La Línea.
Por otra parte, como los sindicalistas de Puerto Quetzal se oponían al contrato y amenazaban con medidas de hecho, el representante de TCQ, el ciudadano español Juan José Suárez, habría concertado con los representantes del gobierno para sobornar a los sindicalistas. De acuerdo con el MP y la CICIG, estos habrían recibido US$5 millones en sobornos.

#### Caso Cooptación del Estado
Es un caso de corrupción que fue descubierto por la Comisión Internacional Contra la Impunidad en Guatemala y el Ministerio Público el 2 de junio de 2016, y que tuvo su origen en las diligencias judiciales realizadas luego del Caso de La Línea en Guatemala -especialmente los allanamientos y las escuchas telefónicas- se detectó que en realidad se trataba de una organización criminal que llegaba hasta los entonces Presidente y Vicepresidenta del país, Otto Pérez Molina y Roxana Baldetti, respectivamente.
Al hacer un ordenamiento minucioso de la documentación incautada físicamente, así como en dispositivos electrónicos, se encontró un inmenso esquema financiero, aparentemente inconexo, que incluía nombres, empresas, cheques, bienes, movimientos financieros etc., el cual reportaba operaciones incluso desde el año 2008. A partir del trabajo de investigadores financieros se develó un complejo esquema que detallaba toda una maquinaria de lavado de activos meticulosamente diseñada para captar fondos durante la campaña electoral que llevó al Partido Patriota al poder en 2011, y seguía funcionando durante el ejercicio de gobierno (2012-2015). Esto llevó a la conclusión que no se trataba de un Gobierno cuyos miembros cometían actos aislados de corrupción, sino una estructura criminal mafiosa que había cooptado el poder por la electoral en Guatemala y cuyos principales dirigentes eran Otto Pérez Molina y Roxana Baldetti.
Así, varias instituciones claves del Estado fueron cooptadas por la red mafiosa que utilizó un esquema financiero con apariencia de legalidad y cuyo fin era el enriquecimiento ilícito de los miembros de la estructura.

#### Caso El Bodegón
Es un caso de corrupción descubierto por el Ministerio Público y la Comisión Internacional contra la Impunidad en Guatemala el 27 de septiembre de 2016 y que involucró al exministro de Agricultura, Ganadería y Alimentación, Élmer López, al ex viceministro Fidel Ponce Wohlers y al empresario Nery Dubón Arita, quienes fueron capturados junto a cinco personas más.
De acuerdo a los entes investigadores, la empresa «Empacadora El Bodegón», trasladaba granos básicos —maíz y frijol— y azúcar desde México por pasos ciegos para evitar pagar impuestos; los granos fueron comprados por el MAGA respaldados en el Estado de Calamidad declarado por el gobierno de Otto Pérez Molina para combatir el hambre y la desnutrición en el país; la estructura criminal estaba conformada por al menos diecinueve integrantes que se dedicaban al contrabando de granos básicos que eran enviados a una bodega ubicada en la Ciudad de Guatemala para luego ser distribuidos para programas sociales del Gobierno de Guatemala.
Este caso forma parte de los cinco que reveló Juan Carlos Monzón, exsecretario privado de la vicepresidencia, en abril de 2016 ante los fiscales del Ministerio Público e investigadores de la Comisión Contra la Impunidad en Guatemala.

#### Antejuicio contra el presidente Morales

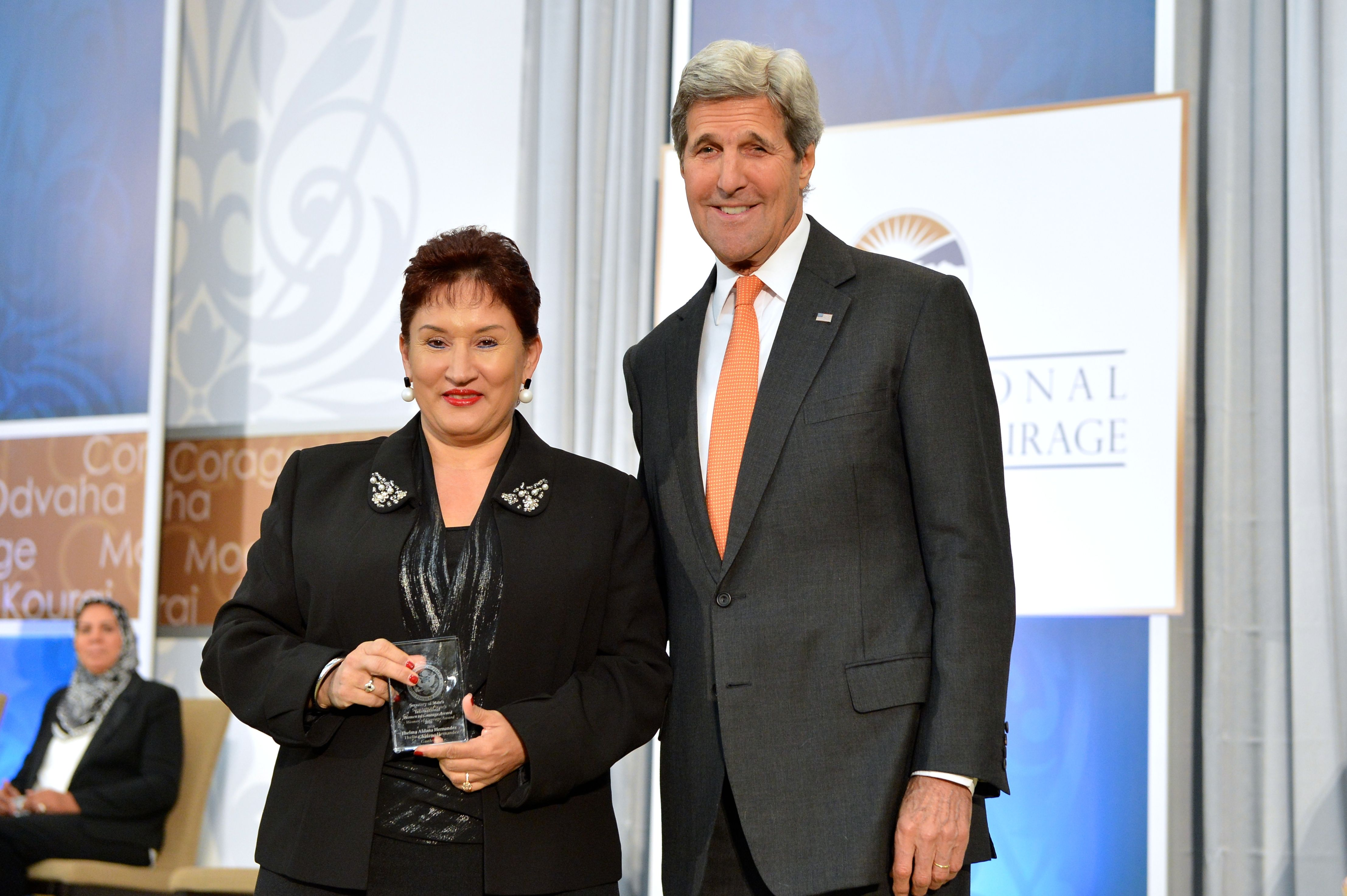
Secretario de Estado John Kerry, entrega el Premio Internacional de Mujeres de Coraje 2016 a Thelma Aldana en el Departamento de Estado de EE. UU. el 29 de marzo de 2016.

En septiembre de 2016, el hijo y hermano del presidente fueron señalados por su presunta participación en un caso de corrupción. De acuerdo al informe de Desarrollo Humano para Guatemala 2015-2016, el 73 % de los guatemaltecos no gana lo suficiente para cubrir los gastos mínimos y una tercera parte de la población no tiene lo necesario para comprar alimentos. Además, 8 de cada 10 niños presentan desnutrición crónica. El Ministerio Público y la Comisión Internacional contra la Impunidad en Guatemala (Cicig) vincularon en septiembre de 2016 al hermano e hijo del presidente a un caso de corrupción, lo que puso en tela de juicio la campaña contra este delito. El Comité de Desarrollo Campesino (Codeca) convocó a una movilización y paro nacional, exigió la renuncia del presidente por considerar que no ha cumplido con la población y por estar vinculado a la corrupción al actuar en complicidad de la evasión fiscal al condonar el pago de deudas de 216 empresas.
En 2017 Iván Velásquez, jefe de la comisión contra la corrupción de las Naciones Unidas, inició un proceso junto a la fiscalía guatemalteca para retirar la inmunidad del mandatario con el fin de investigarle por un caso de financiación indebida durante la campaña presidencial de 2015.
La Fiscalía y la Comisión Internacional Contra la Impunidad (CICIG) de la ONU habían solicitado el 25 de agosto la apertura de una investigación sobre el mandatario por mover de forma opaca casi un millón de dólares durante la campaña electoral.
Tras estos hechos, Morales ordenó vía decreto expulsar del país al jefe de una comisión de la ONU contra la corrupción, e insistió en que como mandatario tiene la facultad de declarar non grato a un diplomático, sin tener la obligación de exponer los motivos de su decisión. Esta decisión provocó un terremoto político en el país y fue condenada por Estados Unidos, gran parte de los países de la Unión Europea y Naciones Unidas. En septiembre de 2017 el Supremo de Guatemala dio el primer paso para levantar la inmunidad a Jimmy Morales por la financiación irregular de la campaña que le permitió llegar al poder en el año 2015. Los casos de corrupción que involucraban a su hermano, a su hijo y a él mismo provocaron una caída de su imagen. En un año pasó de 89 a 19 % de popularidad. Ese mismo mes su principal financista de campaña fue nombrado como su operador político con el Congreso. En marzo de 2017 fue juramentado como embajador ad honorem de Inversión y Comercio con los países del Caribe.

## Posterior a fiscal general
El 3 de mayo de 2018, el presidente Jimmy Morales designó a María Consuelo Porras como nueva fiscal general, luego de que Aldana declinara postularse para otro mandato. Aldana dejó el cargo el 16 de mayo de 2018. Una semana después de dejar el cargo, Aldana explicó en una entrevista que estaba dispuesta a incursionar en la política en una plataforma inclusiva, lo que causó que Sandra Torres, excandidata presidencial, secretaria general de la Unidad Nacional de la Esperanza y primera dama de Guatemala reaccionara en su cuenta de Twitter: «Urge legislar para prohibir a fiscales y funcionarios de justicia participen en política partidista hasta después de 4 años de entregar el cargo. Para evitar politización de la justicia.»
El 21 y 22 de julio participó en una conferencia en San Salvador, para iniciar un proyecto político que podría postularla para la presidencia en las elecciones de 2019 a la que asistieron Óscar Clemente Marroquín, –de quien se especula como posible candidato a la vicepresidencia y compañero de fórmula de Aldana– Nineth Montenegro –líder del partido por el que Thelma Aldana participaría en las elecciones– y Peter Lamport de Encuentro por Guatemala, Marcio Cuevas, Samuel Pérez líder del Movimiento Semilla y Aníbal García líder de la agrupación Libre.

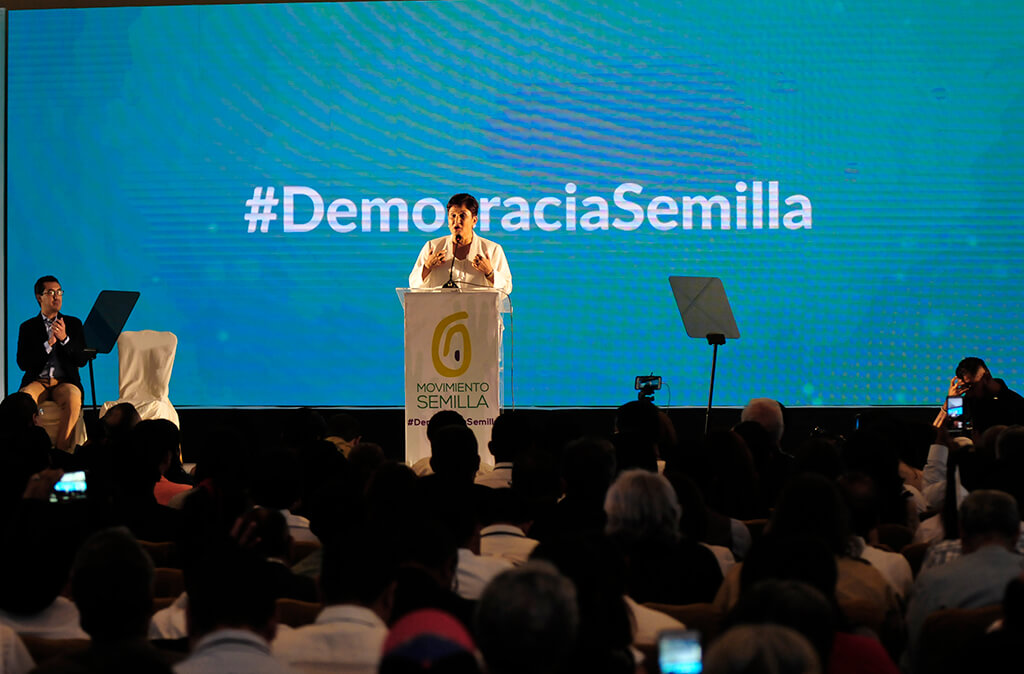
Thelma Aldana brinda su primer discurso como candidata presidencial.

## Candidatura presidencial

### Proclamación
El 29 de enero de 2019, el partido Movimiento Semilla anuncia oficialmente que el 3 de marzo de ese mismo año, proclamará como candidata presidencial a Thelma Aldana. El 5 de marzo de ese mismo año, el partido anunció que el compañero de fórmula de Aldana sería el economista Jonathan Menkos.
El 10 de marzo de 2019 fue proclamada candidata presidencial por Movimiento Semilla junto a Jonathan Menkos como su compañero de fórmula.

### Campaña presidencial

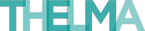
Emblema de la campaña presidencial de Aldana.

La campaña electoral inició a las 0:00 horas del 18 de marzo de 2019, sin embargo Aldana no pudo iniciar su campaña debido a que no había recibido aún las credenciales del Tribunal Supremo Electoral que la acreditan como candidata presidencial. El 18 de marzo de 2019 el juez Víctor Manuel Cruz Rivera giró una orden de captura en contra de la candidata Thelma Aldana, sin embargo ese mismo día fue inscrita como candidata presidencial por el Tribunal Supremo Electoral, brindándole inmunidad de conformidad con la Ley Electoral y de Partidos Políticos, dejando sin efecto inmediatamente la orden de captura. El juez Víctor Cruz Rivera es cuestionado por sus resoluciones emitidas en otros casos.
Sin embargo, un mes antes de las elecciones la Corte de Constitucionalidad rechazó el amparo que solicitaba inscribir a Aldana como candidata presidencial; agotando la última instancia para participar en las elecciones, por ende quedó fuera del proceso electoral.
Los cargos presentados que evitaron su candidatura llevan desde esa fecha hasta hoy en día en reserva, y el juez que presentó la orden de captura fue acusado de recibir un carro nuevo de parte de la SAAS sal día siguiente. Esto lleva a la creencia que su candidatura fue rechazada para evitar que llegara a la presidencia.

## Reconocimientos y méritos

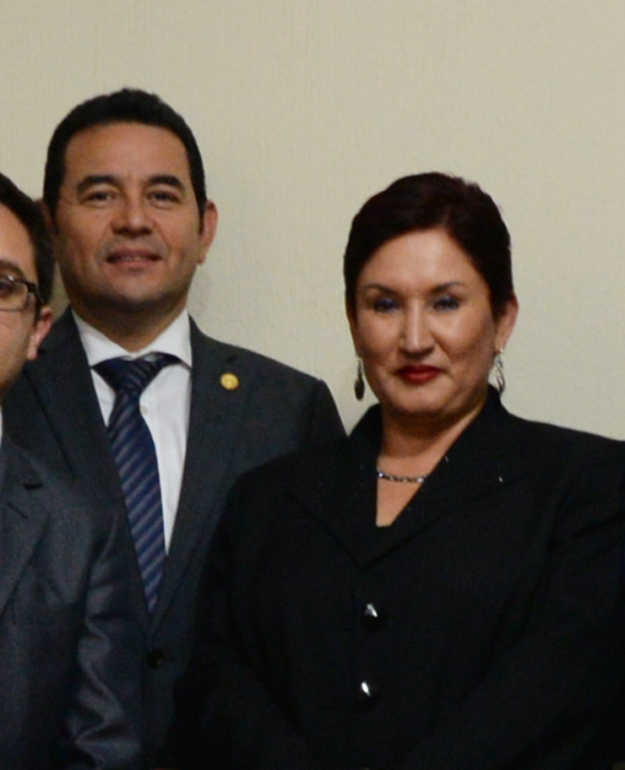
Jimmy Morales y Thelma Aldana en 2016.

Aldana recibió la medalla del Colegio de Abogados y Notarios de Guatemala por 25 años de ejercicio profesional y medalla Magíster Artium por la Escuela de Postgrado Facultad de Ciencias Jurídicas y Sociales de la USAC. También recibió una plaqueta del Colegio de Abogados y Notarios de Guatemala, por el aporte al derecho laboral guatemalteco y una más por el Consejo de la Carrera Judicial, por haber integrado la primera Junta de Disciplina Judicial. En diciembre de 2015 recibió el Premio Internacional Jaime Brunet a la promoción de los Derechos Humanos. Recibió el premio internacional de Catar «Jeque Tamim Bin Hamad Al Thani a la Excelencia Anticorrupción» en la categoría «Logros de Vida». Aldana recibió el premio del Emir de Catar, Sheikh Tamim Bin Hamad Al Thani, el secretario general de las Naciones Unidas, Ban Ki-moon, y el fiscal general de Catar, Al-Marri.
El 24 de septiembre de 2018, Aldana y el comisionado Iván Velásquez recibieron el premio Right Livelihood, también conocido como el Premio Nobel Alternativo en reconocimiento a su lucha contra la corrupción e impunidad.

## Posiciones políticas
Thelma Aldana ha definido su ideología política como derecha, pero una «derecha progresista». Aldana explicó: «Yo considero ser una persona de derecha, cuando digo de derecha, me refiero a una derecha progresista que busque acabar con la pobreza del país», también menciona que cree en la propiedad privada, pero también piensa en la igualdad social; asimismo ha mencionado que el único partido político que le parece mejor es Encuentro por Guatemala, pero aseguró que «no acabo de encontrarme cómoda pensando en eso». Aldana se opone al aborto.
En julio de 2018, Aldana expresó en una entrevista: «Lo que estoy buscando es una plataforma incluyente a la que tengan acceso mujeres y hombres, pueblos indígenas, migrantes, empresarios. No descartamos a nadie, solo a los corruptos». También mencionó que «desde la oposición también se pueden hacer propuestas».
Entre las propuestas políticas expuestas por Thelma Aldana, destaca la lucha contra la corrupción, la lucha contra la pobreza y desigualdad, también «apostarle a la prevención», así como el desarrollo del país y la educación.

## Vida personal
Thelma Aldana nació en Zacapa, pero vivió toda su infancia en Quetzaltenango, se casó con Joaquín Romeo López Gutiérrez y tiene dos hijos.